# Trichogrammatoidea signiphoroides
Trichogrammatoidea signiphoroides is een vliesvleugelig insect uit de familie Trichogrammatidae. De wetenschappelijke naam is voor het eerst geldig gepubliceerd in 1913 door Brèthes.